# Ocnogyna rherricki
Ocnogyna rherricki är en fjärilsart som beskrevs av George Francis Hampson 1901. Ocnogyna rherricki ingår i släktet Ocnogyna och familjen björnspinnare. Inga underarter finns listade i Catalogue of Life.